# قصر سروستان
قصر سروستان هو مبنى من العصر الساساني في مدينة سروستان، على بعد حوالي 90 كم جنوب شرق مدينة شيراز. تم بناء القصر في القرن الخامس الميلادي، وكان إما مقر إقامة حكومي أو معبد النار.